# Micraeschus albinellus
Micraeschus albinellus là một loài bướm đêm trong họ Noctuidae.